# Persienn

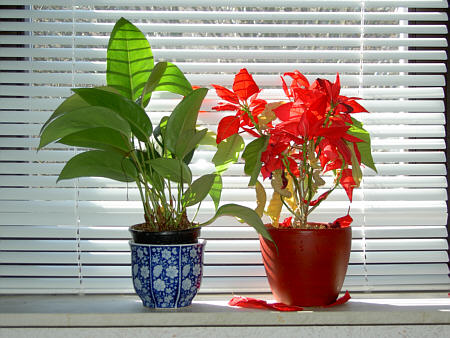
Persienn innanför ett fönster.

En persienn (eller spjälgardin eller jalusi) är en produkt bestående av lameller i horisontellt läge. Lamellerna kan fås i olika material så som olika träslag, aluminium och plast. Beroende på ändamål är det vanligt att dela upp persienner i olika kategorier. 

## Insyns- och solavskärmningspersienner
Materialet är antingen plast eller metall fast idag är det nästan bara aluminiumpersienner som finns att köpa. 

### Mellanglaspersienner
Eftersom det i Sverige är vanligt med två- och treglasfönster är mellanglaspersiennen mycket vanlig om persiennen endast är tänkt som insyns- och solavskärmning. Aluminiumpersienner. Persiennen sitter då monterad mellan fönsterbågarna och manövrering sker antingen med motor eller för hand. Det sistnämnda vanligen med en vridstång för att vinkla lamellerna fram och tillbaka (så kallad skevning) samt en draglina för att dra upp och ner persiennen.

### Frihängande persienner
Andra modeller av invändiga persienner för ren insyns- och solavskärmning är frihängande persienner som monteras på insidan av fönsterbågen samt i eller utanför fönsternischen. Generellt finns två modeller av frihängande persienner. Inom solskyddbranschen finns dock inget entydigt namn för de två olika modellerna utan det kan skifta från tillverkare till tillverkare.
En typ av fritt hängande aluminiumpersiennen har en växel som gör att persiennen fastnar när man slutat dra i draglinorna. Draglinorna och reglagestången sitter på framsidan av persiennens kassett och stången brukar vara tillverkad i plast eller trä. Modeller där vinklingen sker med linor finns också. Den andra modellen för frihängande persienner är egentligen en mellanglaspersienn fast med en brytgavel på sidan av kassetten för att skydda linan från att slitas av mot kassettkanten. Sistnämnda modell är bättre att använda i dörrar då dessa öppnas oftare än fönster och det då är bra att linan - men framförallt stången - sitter fast för att inte slå mot persiennen eller fönstret.

## Interiörpersienner
Persienner för inredningsändamål brukar ofta kallas för interiörpersienner. Till skillnad från persienner som endast är till för att skydda mot insyn och solljus är interiörpersienner tänkta att synas. Interiörpersiennerna brukar oftast ha en bredare lamell och börjar vanligtvis på 35 mm. Smalare lameller är dock förekommande och då oftast med lameller i trä. Vanligast är ändå en lamellbredd på 50 mm. Det hör också till vanligheterna att de produceras med ett bredare stegband så detta blir tydligt och en framträdande del i persiennen. De manövreras antingen med motor eller manuellt. Den manuella manövreringen är av växeltypen så persiennerna låses och stannar där användaren slutar dra i draglinorna. Skevningen sker med stång eller linor beroende på tillverkare.

## Fasadpersienner
Persienner som är gjorda för att hänga utomhus på husfasaden och kallas vanligen just för fasadpersienner och är alltid i aluminium för att stå emot alla typer av väder. Fasadpersienner är vanligast på stora fönsterpartier och används därför mest av företag. Det vanliga är att de motorstyrs men det finns även modeller som går att sköta med vev från insidan. Fasadpersienner har oftast bredare lameller än interiörpersienner och vanligtvis ligger lamellbredderna på fem till tio centimeter.

## Etymologi
Ordet "persienn" kommer från franskan och är belagt i svenska språket sedan 1771. Även ordet "jalusi" kommer från franskan och är belagt sedan 1771.